# たけしのお年玉だよ!!初笑い海外演芸慰問団
「たけしのお年玉だよ!!初笑い海外演芸慰問団」(たけしのおとしだまだよはつわらいかいがいえんげいいもんだん）は、1992年1月2日にTBS系列で放送された新春特別番組。ビートたけしの冠番組。

## 概要
ビートたけしを団長・大島智子を副団長に、転勤・留学・移民などで海外に住む日本人を、歌や演芸で慰問するバラエティ番組。

## 放送時間
- 木曜21:00 - 22:54（JST）
  - 21:00ドラマ『次男次女ひとりっ子物語』は既に終了、21:54の各局別ミニ番組（関東地区は『日本全国あしたのお天気』）は22:54へ繰り下げ、22:00の『クイズ!当たって25%』は休止。

## 司会
- ビートたけし
- 大島智子（現・大島さと子）

## 慰問団
- 水前寺清子
- 松尾伴内
- つまみ枝豆
- 太平サブロー・シロー
- 久本雅美
- 峰竜太
- 爆風スランプ
- ダチョウ倶楽部
- 柳貴家勝蔵
- 島崎和歌子
- ヨネスケ
- 秋野暢子
- 大川栄策

## パネラー
- ポール牧
- 原日出子
- 間寛平
- ヒロコ・グレース

## ナレーター
- 大森章督

## 内容
在留邦人の激励を目的に世界各地に慰問団を派遣し、現地の風俗・文化や暮らしぶりを交えて慰問の様子を紹介した。
- 結団式
  - たけしの開会宣言とポール牧の三本指パッチン締めで番組を開始。

- ブラジル編
  - 日系移民の慰問を目的にサンパウロに水前寺清子、松尾伴内、つまみ枝豆の慰問団を派遣。移民一世の苦労話や激動の生涯などを織り交ぜ、ハイライトの水前寺清子コンサートでは水前寺を含めて殆どの観客が涙した。

- ネパール編
  - カトマンズに太平サブロー・シローと久本雅美の慰問団を派遣。標高4000メートル級のエベレスト山麓のホテルに単身勤める日本人女性に、家族からのメッセージとサブロー・シローの漫才で慰問した。全員が高山病で苦しむ中、サブロー・シローは酸欠になりながらも息を使うネタをやりきり、日本人女性から大いに感謝された。

- アメリカ編
  - コロラド州デンバーで留学生活を送る大学生の慰問を目的に峰竜太、爆風スランプの慰問団を派遣。留学生に加えて地元日系人の暮らしぶりも紹介。

- サイパン編
  - 現地人と結婚して地元在住の日本人の慰問を目的に、ダチョウ倶楽部、柳貴家勝蔵、島崎和歌子の慰問団を派遣。歌と演芸で盛り上がった。

- ドイツ編
  - デュッセルドルフ駐在の商社マンの慰問を目的にヨネスケ、秋野暢子、大川栄策の慰問団を派遣。歌と落語で盛り上がった。

## エピソード
- ブラジル編とネパール編を終えた所で予想外の感動巨編に仕上っていた事から、パネラーの原日出子をして「たけしさんの番組だからどうなる事かと思ったが、出て良かった」と言わしめた。
- ネパール編でのサブロー・シローの奮闘ぶりに、たけしは「同じお笑いとして涙が出た」と絶賛した。
- アメリカ編では地元日系一世に峰竜太が、長谷川一夫や嵐寛寿郎のモノマネを披露し大いに喜ばれた。
- ドイツ編で秋野は商社マンとの宴会で飲み過ぎ、終盤は単なる酔っぱらい状態だった。また予算超過を補うべく、大川栄策をビデカラ風の映像に仕上げて売ろうとしていた。

## スタッフ
- 構成:井上貴敏、近藤博幸
- 技術:テイクシステムズ
- カメラ:田中雅積、高田信雄
- 音声:中村政夫
- 照明:藤井友之
- ロケ技術:タワーテレビ、メディアビジョン
- 編集:コスモスタジオ
- ディレクター:中村則之
- 演出:磯貝武穀
- プロデューサー:鎌倉明夫、田代秀樹
- 製作:アズバーズ、TBS

| TBS系列 1月2日21:00 - 22:54枠                | TBS系列 1月2日21:00 - 22:54枠                        | TBS系列 1月2日21:00 - 22:54枠                                                                      |
| 前番組                                       | 番組名                                               | 次番組                                                                                             |
| -------------------------------------------- | ---------------------------------------------------- | -------------------------------------------------------------------------------------------------- |
| 007 美しき獲物たち ※21:00 - 23:24 （1991年） | たけしのお年玉だよ!! 初笑い海外演芸慰問団 （1992年） | 逸見・純次の大予測! どうなるニッポン! どうなる人類! どうなる地球! ※21:00 - 23:54 （21:00 - 23:54） |